# Linaria satureioides
Linaria satureioides är en grobladsväxtart. Linaria satureioides ingår i släktet sporrar, och familjen grobladsväxter.

## Underarter
Arten delas in i följande underarter:
- L. s. angustealata
- L. s. satureioides